# Ulič, Snina
Ulič este o comună slovacă, aflată în districtul Snina din regiunea Prešov, pe malul râului Ulička⁠(d). Localitatea se află la altitudinea de 245 m deasupra n.m., se întinde pe o suprafață de 25,15 km2 și în 2017 număra 863 de locuitori. Se învecinează cu Uličské Krivé, Snina, Strîceava, Zabrid, Ubľa, Snina, Brezovec, Ruská Volová, Snina, Klenová și Kolbasov, Snina.

## Istoric
Localitatea Ulič este atestată documentar din 1451.

## Demografie
| An:                | 1994 | 2004   | 2014    | 2024    |
| ------------------ | ---- | ------ | ------- | ------- |
| Număr de persoane: | 1128 | 1038   | 907     | 808     |
| Diferență:         |      | −7,97% | −12,62% | −10,91% |

| An:                | 2023 | 2024   |
| ------------------ | ---- | ------ |
| Număr de persoane: | 810  | 808    |
| Diferență:         |      | −0,24% |